# Confessions Part II
"Confessions Part II" é uma canção do gênero R&B do cantor americano Usher, produzida por Jermaine Dupri e Bryan-Michael Cox para o álbum Confessions, quarto álbum de Usher. Escrito por ele mesmo, Jermaine Dupri e Bryan-Michael Cox, a canção é uma confissão de um homem para sua mulher, sobre sua amante grávida, uma continuação de "Confessions Part I", no qual relata uma infidelidade do homem. Estes conteúdos pessoais vindos de rumores precoces deram respostas ao público antes mesmo do lançamento do videoclipe, acreditando que era Usher quem dizia a verdade; porém, Dupri divulgou que a história por trás do álbum é a de Usher e explicou que ele apenas teve inspiração dos seus amigos, que tinham "experiências semelhantes". Segundo a Rolling Stone, a canção tem como inspiração uma situação real vivida por Dupri. 
A canção foi lançada como o terceiro single do álbum, seguindo o sucesso "Burn". O single liderou a parada estdunidense Billboard Hot 100 por duas semanas, tornando-se também o terceiro single consecutivo do álbum Confessions a liderar na parada. Internacionalmente, o single obteve menos sucesso do que os lançamentos anteriores do álbum.Ainda assim, o CD-single de "Confessions Part II", que também incluiu o êxito "My Boo", chegou ao terceiro posto da parada de singles britânica. A canção recebeu opiniões mistas entre os críticos. Em 2024, a Rolling Stone considerou "Confessions Part II" como sendo a melhor canção R&B desde o ano 2000.

## Faixas
UK CD 1
1. "Confessions Part II"
2. "My Boo" (dueto com Alicia Keys)

UK CD 2
1. "Confessions Part I"
2. "My Boo"
3. "Confessions Part II" (remix com Shyne, Kanye West e Twista)
4. "Confessions Part II" (videoclipe)
5. "My Boo" (videoclipe)

## Formação
1. ↑  «The 100 Greatest R&B Songs of the 21st Century». Rolling Stone. 3 de janeiro de 2024. Consultado em 7 de janeiro de 2024